# فرانتس اول، شاهزاده لیختن‌اشتاین
فرانتس اول، شاهزاده لیختن‌اشتاین (۲۸ اوت ۱۸۵۳–۲۵ ژوئیه ۱۹۳۸)، از سال ۱۹۲۹ تا ۱۹۳۸ شاهزاده لیختن‌اشتاین بود. فرانتس در سال ۱۹۲۹ جانشین برادر بزرگ‌تر خود یوهان دوم شد. فرانتس اول از سال ۱۸۹۴ تا ۱۸۹۹ به عنوان سفیر اتریش-مجارستان در دربار تزار نیکلای دوم در سن پترزبورگ حضور داشت. وی در مقام شاهزاده لیختن‌اشتاین اصلاحات اقتصادی که توسط برادرش آغاز شده بود را ادامه داد.
فرانتس اول مانند برادرش یوهان دوم فرزندی نداشت بنابراین برادرزاده‌اش شاهزاده آلویس به عنوان جانشین وی شناخته می‌شد، اما آلویس در سال ۱۹۲۱ به نفع پسرش فرانتس یوزف دوم از جانشینی کناره گیری کرد.
فرانتس اول در ژوئیه ۱۹۲۹ در وین با الیزابت فون گاتمن (زاده ۶ ژانویه ۱۸۷۵ در وین – درگذشته ۲۸ سپتامبر ۱۹۴۷ در ویتسناو) که یک اشراف زادهٔ یهودی‌تبار بود ازدواج کرد.